# Strada statale 596 dei Cairoli
La strada statale 596 dei Cairoli (SS 596), ora in parte strada provinciale ex strada statale 596 dei Cairoli (SP ex SS 596) in provincia di Pavia e strada provinciale 596 dei Cairoli (SP 596) in provincia di Vercelli e in provincia di Novara, è una strada statale italiana che funge da collegamento interregionale: essa, nel suo antichissimo tracciato (pare che ricalchi un pezzetto della Via Francigena), unisce seppur non in via direttissima, Pavia con Vercelli, attraversando la Lomellina e Mortara.

## Storia
Nel 1867 con la prima classificazione, è divenuta provinciale, in parte per Pavia e in parte per Novara (Vercelli non faceva ancora provincia). Fu inserita nel piano generale delle strade aventi i requisiti di statale del 1959,ma solo col decreto del Ministro dei lavori pubblici del 27 novembre 1969 è stata elevata a rango di statale con i seguenti capisaldi d'itinerario: "Innesto strada statale n. 35 presso San Martino Siccomario - Groppello Cairoli - Mortara - Castello di Agogna - Robbio - Palestro - innesto strada statale n. 11 presso Vercelli".
In seguito al decreto legislativo n. 112 del 1998, dal 2001, la gestione del tratto lombardo è passata dall'ANAS alla Regione Lombardia, ha provveduto al trasferimento dell'infrastruttura al demanio della Provincia di Pavia; la gestione del tratto piemontese è passata dall'ANAS alla Regione Piemonte che ha provveduto al trasferimento dell'infrastruttura al demanio della Provincia di Novara e alla Provincia di Vercelli per le porzioni territorialmente competenti. 
A partire dal 2022, il tratto dal confine con la regione Piemonte e la rotonda posta in zona industriale di Mortara, sono passate sotto la gestione dell'ANAS.

## Strada provinciale 596 dir dei Cairoli
L'ex strada statale 596 dir dei Cairoli (SS 596 dir), ora strada provinciale ex strada statale 596 dir dei Cairoli (SP ex SS 596 dir) in provincia di Pavia e strada provinciale 596 dir dei Cairoli (SP 596 dir) in provincia di Alessandria, è una strada provinciale italiana che fungeva da collegamento interregionale tra la Lomellina e Casale Monferrato.
Inserita nel piano generale delle strade aventi i requisiti di statale del 1959, solo col decreto del Ministro dei lavori pubblici del 27 novembre 1969 è stata elevata a rango di statale con i seguenti capisaldi d'itinerario: "Castello di Agogna - innesto strada statale n. 31 presso Casale Monferrato" ed una lunghezza di 6,998 km.
In seguito al decreto legislativo n. 112 del 1998, dal 2001, la gestione del tratto lombardo è passata dall'ANAS alla Regione Lombardia, ha provveduto al trasferimento dell'infrastruttura al demanio della Provincia di Pavia; la gestione del tratto piemontese è passata dall'ANAS alla Regione Piemonte che ha provveduto al trasferimento dell'infrastruttura al demanio della Provincia di Alessandria.
A partire dal 2022, il tratto dal confine con la regione Piemonte e la rotonda posta in zona industriale di Mortara, sono passate sotto la gestione dell'ANAS